# Ryuk
Ryuk (リューク?, Ryūku) è un personaggio immaginario del manga e anime Death Note.
È il primo shinigami a comparire nella storia ed è anche il più importante in quanto colui che dà inizio agli eventi narrati.

## Biografia del personaggio
A causa della noia che prova nel vivere nel mondo degli dei della morte, Ryuk decide di far cadere il suo secondo Death Note, ottenuto di nascosto dal re della sua razza (cosa che testimonia la sua scaltrezza in quanto imbrogliare quest'ultimo è molto difficile, a detta di Rem), nel mondo degli umani. Il quaderno finisce in Giappone e viene raccolto da Light Yagami, uno studente delle superiori, che decide di usarlo per cambiare il mondo uccidendo chi, a suo parere, è giusto che muoia. Ryuk, felice di aver trovato finalmente un passatempo, rimane con Light a osservarlo, vincolato non a malincuore dal quaderno. Nell'anime Ryuk è nettamente diverso rispetto al manga: egli rimane sempre neutrale, ma è meno schivo ed è invece, più curioso degli avvenimenti che accadono. Soprattutto Ryuk, nel primo episodio dell'anime, dichiara apertamente di provare disgusto per il suo mondo. Adora mangiare le mele, tanto che per lui diventano una dipendenza, affermando che non è molto diverso dal rapporto che gli umani hanno gli alcolici o le sigarette, solo nell'anime (nel primo episodio) viene mostrato Ryuk mangiare una mela per la prima volta quando la madre di Light ne offre un intero cesto al figlio.
In un one-shot estraneo alla trama che vede Ryuk e Light protagonisti, lo shinigami smarrisce il Death Note nel mondo degli umani e viene trovato dal tredicenne Taro Kagami, il quale uccide i suoi compagni di classe scrivendo sul quaderno i loro nomi, preso coscienza del nefasto potere del Death Note provando rimorso per le morti causate, Ryuk gli fa dono di una speciale gomma da cancellare: essa riporta in vita coloro a cui il Death Note ha sottratto la vita cancellandovi i nomi scritti. Taro usando la gomma donata da Ryuk restituisce la vita a quei ragazzi. Nella serie tv dorama, Ryuk ama molto ballare.

## Caratterizzazione

### Rapporto con Light
Il rapporto tra Light e Ryuk è particolarmente interessante: nonostante il loro legame, infatti, il dio della morte non mostra alcun tipo di affetto verso il giovane (tanto che, fin dal loro primo incontro, lo avverte che sarà proprio lui a ucciderlo, scrivendo il suo nome sul suo quaderno) e mantiene una posizione neutrale (non si considera né dalla sua parte né da quelle di Elle e Near), accettando di aiutarlo solo in alcune occasioni e per il semplice scopo di divertirsi o di ottenere un tornaconto personale, come ad esempio delle mele (da cui è dipendente). Alcune di queste azioni hanno fatti sì che Ryuk si sia rivelato indispensabile per Light, come nel caso delle false regole scritte dallo shinigami sul Death Note.
In varie occasioni Ryuk ha provato a tentare Light offrendogli gli occhi dello shinigami che hanno il potere di scoprire il nome di una persona e quanto gli resta da vivere solo guardandola, tuttavia Light ha sempre rifiutato questa possibilità dato che come pegno avrebbe dovuto rinunciare a metà degli anni che gli sarebbero rimasti da vivere. Ryuk è visibilmente incuriosito dal carattere spregiudicato del ragazzo, infatti ha ammesso che già prima che Light prendesse possesso del Death Note era già successo che altri umani ne avessero usufruito, ma nessuno di loro ne aveva mai fatto utilizzo come lui.
Ryuk appare quasi affascinato dalla spietata intelligenza di Light, ciò viene esaltato quando usa il Death Note per manipolare la morte di Kiichiro Osoreda e di Naomi Misora, infatti Ryuk nota che tra lei sue capacità spiccano l'astuzia e la pianificazione. Light ha proposto a Ryuk, dopo avere ascoltato di come il suo mondo, sia in rovina, di provare a cambiarlo dall'esperienza avuta nel mondo umano.
Al termine della storia, quando Light viene smascherato ed è sul punto di essere arrestato, Ryuk capisce che ormai non ha più modo di divertirsi e mantiene fede alla parola data, uccidendo il giovane. Nell'anime l'evento è nettamente differente: Light scappa dal magazzino, ma nessuno lo insegue, poiché ormai è finito. Ryuk rimasto sopra un palo, dichiara che ormai è finita per Light e scrive il suo nome sul quaderno, ma dicendolo con un tono quasi commiserevole e per nulla divertito, indicando probabilmente un certo rispetto per Light.

## Altre apparizioni
Ryuk compare anche nei due film dedicati a Death Note e il suo ruolo è praticamente uguale a quello che ha nel manga. Lo shinigami appare anche in Death Note: Anime Director's Final Cut, in cui ha anche il ruolo di narratore. All'interno di questo episodio viene inoltre mostrato nel finale il Death Note di Ryuk, su cui è riportato il nome di Light Yagami, che Ryuk commenta con un'unica frase: «Tu non eri un dio, eri solo...».
Inoltre non si sa come appare nel poster del programma della BBC Can't get you out of my head